# Résolution 394 du Conseil de sécurité des Nations unies
Membres permanents
- Chine
- États-Unis
- France
- Royaume-Uni
- URSS

Membres non permanents
- Bénin
- Guyana
- Italie
- Japon
- Libye
- Pakistan
- Panama
- Roumanie
- Suède
- Tanzanie

Résolution no 393 Résolution no 395
La résolution 394 est une résolution du Conseil de sécurité de l'ONU votée le 16 août 1976 concernant les Seychelles et qui recommande à l'Assemblée générale des Nations unies d'admettre ce pays comme nouveau membre.

## Contexte historique
Les premiers à visiter l'archipel furent probablement des marchands arabes, mais les premiers comptes rendus écrits furent réalisés en 1501 par l'explorateur portugais Vasco de Gama. Ce dernier donna à l'archipel le nom d'Amirantes, qui désigne aujourd'hui la partie comprenant les îles granitiques des Seychelles. La même année, pour la première fois, les Seychelles étaient dessinées sur une carte tracée par le Portugais Alberto Cantino. La première description des rivages seychellois, avant tout établissement humain, fut écrite sur place du 19 au 30 janvier 1609 par le marin John Jourdan du bateau britannique Ascension. Ce dernier, après avoir franchi le Cap de Bonne-Espérance, avait remonté la côte orientale de l'Afrique avant de mettre le cap au NNE, ce qui l'amena à la pointe nord de l'archipel granitique : il y décrit sommairement les îles actuelles de Mahé, North, Silhouette, Praslin et ses îles voisines et relève un total de plus de trente îles grandes et petites et proches les unes des autres. Enfin, le 3e jour, le bateau mouilla l'ancre à l'abri de l'île Sainte Anne (face au futur port de Victoria), sur laquelle l'équipage trouve sur les hauteurs verdoyantes de l'eau en abondance (aujourd'hui déboisée et aride).
Entre l'Afrique et l'Asie, les îles furent utilisées par des pirates avant l'arrivée des Français, qui les occupèrent en 1756. Les colonisateurs nommèrent les îles « Séchelles » en honneur à Jean Moreau de Séchelles, alors contrôleur général des finances de Louis XV.
En 1781, le Français Mathurin Barbaron, corsaire du Roi, né le 20 juillet 1737 à Lorient, fils de Jean Barbaron chirurgien de marine (né à Fajolles 82) et Louise Lorans (2e épouse), aborde l'île de Mahé par l'anse qui porte désormais son nom. Les jardins du grand domaine Barbaron en sont aussi une référence. Les îles passèrent juridiquement sous le contrôle de la Couronne britannique en 1814, après les guerres napoléoniennes.
À partir de 1916, l'armée des Seychelles s'engage aux côtés des Britanniques en Afrique : envoi d'un corps expéditionnaire de 796 hommes, dont 358 ne reverront jamais leur pays (cimetière militaire du Mont-Fleuri à Victoria).  
Depuis le 29 juin 1976, les Seychelles forment un État indépendant, membre du Commonwealth et de la Francophonie. entama des négociations avec le gouvernement britannique en vue de l’indépendance, qui fut officielle le 25 novembre 1975   (Issu de l'article Seychelles).
À la suite de cette résolution ce pays est admis à l'ONU le 21 septembre 1976 ,.

## Texte
- Résolution 394 Sur fr.wikisource.org
- Résolution 394 Sur en.wikisource.org